# Estratégio Musoniano
Estratégio Musoniano (em latim: Strategius Musonianus) foi um oficial romano do século IV, ativo durante o reinado dos imperadores Constantino (r. 306–337) e Constâncio II (r. 337–361).

## Vida
Segundo relatos presentes nas próprias fontes, chama-se apenas Estratégio, mas Constâncio apelidou-o Musoniano. Ele era cristão e versado em grego e latim. Segundo Amiano Marcelino, era venal, mas tinha boa reputação com oficial. Através de sua habilidade linguística, ajudou o imperador Constantino (r. 306–337) em assuntos eclesiásticos e ganhou seu favor. Aparece em 326, quando era homem perfeitíssimo e conde, e estava em Antioquia. Em 343, quando servia como conde sob Constâncio II (r. 337–361), foi ao Concílio de Sárdica com Hesíquio em nome do imperador. Antes de 353, ele ou Musônio tornou-se procônsul de Constantinopla, e em 353 foi nomeado procônsul da Acaia, posição que usou para induzir os atenienses a ofereceram cadeira a Libânio.
Em 354, sucedeu Domiciano como prefeito pretoriano do Oriente sob o césar Constâncio Galo. Nesse posto, conduziu o julgamento dos envolvidos na morte de Teófilo e começou negociações com o comandante persa Tamsapor. Em 358, propôs que Eustácio fosse enviado à Pérsia. Nesse tempo, reorganizou a frota dos naviculários no Oriente e tornou-se amigo de Libânio, que dedicou-lhe um panegírico. Em seu mandato, emitiu algumas leis que foram preservadas no Código de Teodósio, bem como foi receptor de várias epístolas de Libânio: 497 (de 356), 497 (de 357/358), 323, 344, 356 e 378 (de 358) e 388 (de 358/359); também foi citado em várias outras epístolas: 405 (de 354), 392, 394, 400, 401, 430, 431, 434 e 435 (de 355), 454, 463 e 464 (de 355/356), 468 (de 356), 537 e 546 (356/357), 315, 552, 561 e 580 (de 357), 330 (de 357/358), 326, 335, 338, 345, 353 e 362 (de 358); nesse tempo ainda foi citado nas epístolas 21, 378, 36 (de 358/359), 173 (de 360) e 11. Ele foi sucedido em 358 por Hermógenes e retirou-se para Constantinopla. Ele já estava morto em 11 de fevereiro de 371.